# Institut de Physique des 2 Infinis de Lyon
Pour les articles homonymes, voir IPN.
L’Institut de Physique des 2 Infinis de Lyon (IP2I) est une unité de recherche spécialisée dans la recherche sur la physique des particules et des astroparticules, la matière nucléaire, les interactions agrégats-matière et des activités pluridisciplinaires touchant les sciences du vivant, l’environnement et la R&D pour des détecteurs innovants. 

## Caractéristiques
Son siège est situé sur le campus de la Doua à Villeurbanne, dans le département du Rhône. L'IPNL renommé par la suite IP2I a succédé à l'Institut de physique atomique de Lyon, créé en 1937 par Jean Thibaud, professeur de physique expérimentale.
Il travaille sous plusieurs tutelles : l'IN2P3 (UMR 5822) et l'université Claude-Bernard-Lyon-I. C'est l'une des sept unités de recherche qui forment la Fédération de recherche André Marie Ampère.
Les études sont effectuées autour de six thèmes :
- Quarks et leptons ;
- Astroparticule ;
- Matière hadronique et nucléaire ;
- Physique théorique ;
- Activités transdisciplinaires ;
- R & D